# (3052) Herzen
(3052) Herzen (1976 YJ3) – planetoida z pasa głównego asteroid okrążająca Słońce w ciągu 3,66 lat w średniej odległości 2,37 j.a. Odkryta 16 grudnia 1976 roku.